# Escorvamento
Um escorvamento é um elemento usado para produzir uma explosão, composto por um método de ignição, um detonador (e, eventualmente um reforçador) e o explosivo propriamente dito.

## Tipos de escorvamentos
Um escorvamento, dependendo do método de ignição, pode ser:
- Pirotécnico
- Eléctrico
- Nonel (NON-ELectric) ou não eléctricos
- Electrónicos

### Escorvamentos pirotécnicos
São iniciados com um detonador pirotécnico, usado com um cordão lento (na ordem de centímetros por segundo) ou um cordão rápido (na ordem de quilómetros por segundo).
A diferença entre os dois cordões é geralmente visível pela ”alma” (interior do cordão) de cor negra (lento) ou branca (rápido).
A iniciação do cordão é feita por um dispositivo próprio, chamado de acendedor.
Este tipo de escorvamentos é inseguro, pela ligação do cordão ao detonador, processo no qual é relativamente fácil que ocorra uma detonação extemporânea.

### Escorvamentos eléctricos
São iniciados com um detonador eléctrico, podendo ter diversos atrasos, conforme o fabricante.
Estes atrasos são importantes na definição da ”sequência de rebentamento” , pela qual podemos definir a orientação de uma demolição ou dos seus efeitos.
A iniciação é feita por aparelhos geradores de electricidade, que podem ir de dínamos manuais a geradores.
São mais seguros que os pirotécnicos, mas também exigem maiores conhecimentos, já que um circuito no qual o cálculo eléctrico seja incorrecto pode ter uma série de ”tiros falhados” , situação esta que se revela sempre muito perigosa.

### Escorvamentos nonel
Estes escorvamentos usam um meio de transmissão peculiar, no qual a própria ”onda de choque” é propagada pelo interior de um tubo contendo no seu interior octógeno + alumínio, mistura esta que transmite a faísca ou chama da ignição até ao detonador a uma velocidade de 25 m/s, é utilizado para ramais, derivando de um cordão detonante, até atingir o detonador.
Não tem as mesmas preocupações que os anteriores, mas nas ligações deve ser garantido que a onda de choque passe para os vários cordões (existindo elementos de ligação para este efeito).
As principais desvantagens em relação aos anteriores são o elevado custo relativo e a pouca dispersão do comércio deste tipo de sistemas.

### Escorvamentos electrónicos
Os escorvamentos electrónicos são mais eficientes em demolições de alta precisão.
Este tipo de detonadores, além de não precisar de um meio de iniciação exterior, permite atrasos na ordem de milésimas de segundo.
São seguros, eficientes e demasiado onerosos para usar em casos gerais.

## Cadeia de fogo
A Cadeia de Fogo é a sequência que permite, com uma baixa energia inicial, que os sucessivos processos encadeados criem cada vez mais energia até à explosão desejada.
Podem ter simplesmente um método de inciação, um detonador e um explosivo, caso simples, como numa munição (iniciação pelo impacto na cápsula explosiva, que serve de detonador e causa a explosão da pólvora) ou ser mais complexos, com reforçadores (que, sujeitos à explosão de um detonador, explodem com maior força e provocam a detonação de um explosivo principal, que de outra forma seria insensível ou ineficiente sob a acção do detonador).
Casos mais complexos remetem-se por exemplo às minas, aparelhos estes que podem ter diversas cadeias de fogo alternativas.